# Єгипетська музика

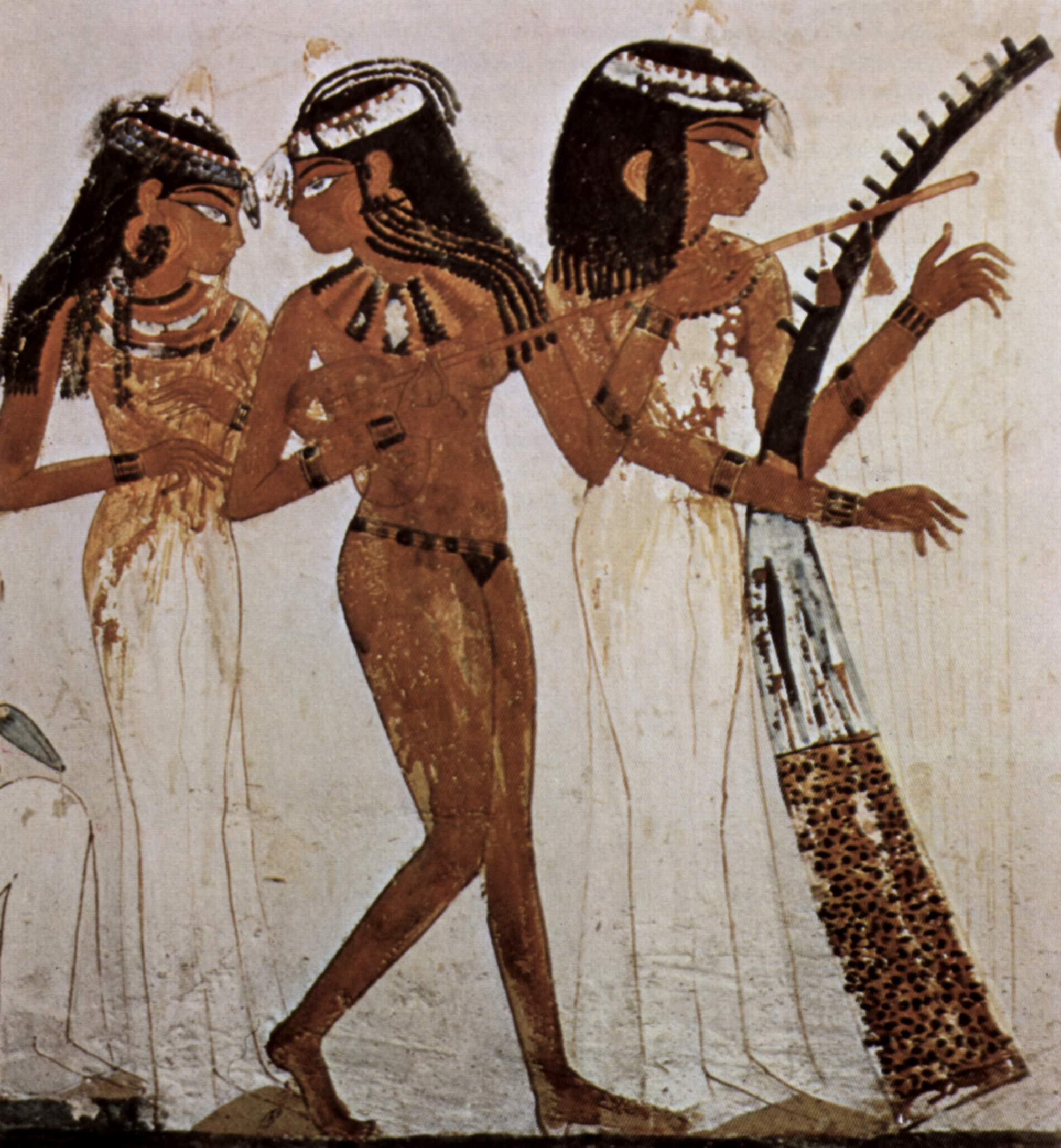
Зображення музик на гробниці давньоєгипетського астронома Нахта

Єгипетська музика, музика Єгипту, є однією з гілок арабської музики, що бере початок від культури Староднавнього Єгипту. Традиційна єгипетська музика різноманітна за жанрами — це трудові пісні (в тому числі рибальські), ліричні («мауалі»), весільні, поховальні, пісні на день народження («сабу»), танцювальні пісні з оплесками («каф-аль-араб»), а також властиві Верхньому Єгипту епічні пісні-сказання.

## Стародавній Єгипет
Мелодика пісень Нижнього єгипту основана на 7-ступеневих звукорядах, що включає мікроінтерваліку, Верхнього єгипту — спсирається переважно на пентатоніку. Традиційний музичний інструментарій включає мизмар (подібний до лютні), духові арґуль (подвійний кларнет) та різноманітні флейти (саламійя), барабани (дарабука, хока, табл, балади), бубон (рікк).

## Середньовіччя
З завоюванням Єгипту арабами у 7 столітті починається арабізація єгипетської музики. З'являються арабські музичні інструменти — уд, ребаб, най та інші, під впливом арабської культури розвивається і теорія музики, зокрема формується спільна для арабського світу система макам. Поширюються жанри світської арабської музики, наприклад касида, мувашшах, таксим.
Із захопленням Єгипту Отоманською імперією (1517) єгипетська музика зазнає впливу турецької культури, з'являються інструментальні ансамблі тахт. Ближче до XIX століття з'являються розгорнуті вокальні композиції дор.

## Новий час
У XIX столітті до музики Єгипту входять елементи європейської культури. 1869 року у Каїрі був відкритий перший в Африці оперний театр, де 1871 року була поставлена написана на замовлення єгипетського уряду опера Аїда Дж. Верді. На рубежі XIX—XX століть з розвитком концертного життя виникають нові концертні жанри (васла), а також арабська оперета.

## XX—XXI ст
1914 року в Каїрі був заснований музичний клуб, що з 1929 став інститутом східної музики. В 1930-х роках Мохаммед Абд-аль-Вахаб складає перші музичні кінофільми за участю співачки Ум Кульсум, а у 1940-1950-х роках у Єгипті формується професійна композиторська школа, 1955 була заснована спілка професійних музикантів, а 1959 у Каїрі відкрита консерваторія. Велике значення єгипетські музиканти приділяють вивченню та збереженню традиційної спадщини.